# نايل سات 102
نايل سات 102 هو قمر صناعي مصري مخصص لأغراض الأتصالات تم تصنيعه بواسطة شركة ماترا ماركوني الفضائية وهي شركة بريطانية - فرنسية مشتركة وتم أطلاقه على الصاروخ أريان 4 من جويانا الفرنسية في 17 أغسطس 2000 وتم تشغيله رسمياً في 12 سبتمبر 2000 وانتهت خدمته عام 2018.
يحمل نايل سات 102 ما يقرب من 280 قناة تليفزيونية تغطي شمال أفريقيا وجنوب أوروبا والشرق الأوسط ويتم تشغيله الآن بواسطة الشركة المصرية للأقمار الصناعية التي تم أنشائها عام 1996.

## نهاية الخدمة
انتهت خدمته في 2018.